# Artavasdes III av Armenien
Artavasdes III av Armenien, död 2 f.Kr., var regerande kung av Armenien mellan 5 och 2 f.Kr. 